# Trận Blumenau
Trận Blumenau là một hoạt động quân sự trong cuộc Chiến tranh Bảy tuần đã diễn ra vào ngày 22 tháng 7 năm 1866, tại Blumenau, nay là Lamač – 1 thị xã thuộc thủ đô Bratislava của Slovakia. Đây cũng là trận đánh cuối cùng trong cuộc chiến tranh giữa Áo và Phổ năm 1866. Mặc dù một hiệp định đình chiến sắp sửa được ký kết giữa hai nước, khi một trong các binh đoàn của quân đội Phổ dưới quyền chỉ huy của Hoàng thân Friedrich Karl đã tấn công quyết liệt vào quân đội Áo với quân số gần như ngang ngửa, và giành được lợi thế rõ ràng về tay mình. Trong khi các lực lượng của Phổ hứng chịu vài trăm thương vong trong trận chiến này, thiệt hại của phía Áo lớn hơn so với đối phương. Tuy nhiên, người Phổ đã bị buộc phải chấm dứt bước tiến thắng lợi của mình khi họ nhận được tin về sự ngừng bắn giữa hai bên tham chiến, và chính điều này đã cứu thoát người Áo khỏi một thất bại thê lương.

## Hoàn cảnh
Sau khi các đạo quân của Phổ dưới sự chỉ đạo của Tổng tham mưu trưởng Helmuth von Moltke giành thắng lợi quyết định trước Tập đoàn quân phía Bắc của Áo dưới quyền Quân giới Ludwig von Benedek trong trận đại chiến ở Königgrätz, các lực lượng Phổ đã tiếp tục bước tiến của mình. Trong khi đó, Đại Công tước Albrecht được bổ nhiệm làm Tổng tư lệnh các tập đoàn quân Áo và ra sức bố phòng Viên. Để khai thác chiến thắng Königgrätz, Hoàng thân Friedrich Karl – Tổng tư lệnh Tập đoàn quân số 1 của Phổ – đã ra lệnh cho các tướng Eduard von Fransecky và Julius von Bose vượt qua sông Morava để cắt đường rút của quân Áo đến kinh thành Viên. Đàm phán diễn ra giữa hai bên, và họ đồng thuận sẽ ký kết một hiệp định đình chiến vào ngày 22 tháng 7. Song, trong ngày hôm đó, do Friedrich Karl không nhận biết về sự kiện này, giao chiến đã bùng nổ giữa của quân của ông và quân đội Áo: Để phòng ngự Pressburg, quân đội Áo đã án ngữ tại ngôi làng Blumenau, cách thị trấn này 8 km, trong khi 3 sư đoàn quân Phổ dưới quyền tướng Fransecky đang tiến bước trên con đường qua Blumenau tới Pressburg, cách ngôi làng không xa. Nghĩ rằng ông có thể đánh chiếm Pressburg để tạo điều kiện cho quân đội Phổ vượt qua sông Donau, tướng Fransecky đã gửi một thông điệp đến Hoàng thân Friedrich Karl ở Ebenthal, để thỉnh cầu ông cho phép đánh vào Pressburg. Vị hoàng thân biết rằng một cuộc tấn công Pressburg của Phổ sẽ buộc quân Áo phải đi đường vòng về Viên, và ông đã chấp thuận. Thừa lệnh của cấp trên, Fransecky ngay lập tức xuống lệnh xuất quân.

## Diễn biến
Khi tiến hành trinh sát cùng với tướng Bose, Fransecky vốn đã nhận thấy rằng một đợt tiến công trực diện vào vị trí phòng ngự của đối phương sẽ đòi hỏi thương vong lớn của phía Phổ, do sự vững mạnh của lực lượng pháo binh Áo. Do đó, ông quyết định mở một cuộc tấn công trực diện để kìm chân quân Áo, trong khi cánh phải của họ bị buộc sườn, và ở một thời điểm thuận lợi các lực lượng Phổ sẽ phối hợp tấn công. Trong khi các trung đoàn quân Phổ dưới quyền Bose tiến về phía trước theo một đường núi để tập hậu quân Áo và cắt đứt đường rút của họ đến Pressburg, von Fransecky sẽ tấn công trực diện. Ông công kích đối phương giữa Katerbrunn và Blumenau, và ngay lập tức một cuộc pháo chiến bùng nổ. Trong khi hai bên vẫn còn đấu pháo, lực lượng khinh kỵ binh Phổ cũng xung phong dữ dội về phía đội hình đầu tiên của thương kỵ binh Áo, và hai phe đã chém giết nhau ác liệt. Cả hai phía đều chịu nhiều thương vong trong cuộc giao đấu này. Tuy nhiên, với ưu thế vượt trội của mình, quân kỵ binh Phổ đã đập nát kỵ binh Áo. Thương kỵ binh Áo bỏ chạy, và bị khinh kỵ binh Phổ truy kích ở một khoảng cách ngắn. Một số quân Áo bị bắt làm tù binh, nhưng do thiếu quân trừ bị nên kỵ binh Phổ không tiến xa. Trong khi đó, pháo chiến càng trở nên quyết liệt ở giữa trận địa. Pháo binh hai phe đều được tăng viện đáng kể, và tổn thất đã gia tăng. Trong khi trận chiến đang gay cấn, một sĩ quan Phổ bất ngờ tới doanh trại của Friedrich Karl đã báo tin về hiệp định đình chiến đã được ký kết giữa hai nước tham chiến. Tuy nhiên, với việc lữ đoàn của von Bose đang tiến qua núi đồi, Fransecky lo sợ Bose sẽ bị cô lập nếu ông ngừng tấn công trực diện. Vì thế, hai bên tiếp tục đấu pháo trong vòng hai tiếng, sau đó Fransecky ban lệnh tổng tiến công.
Cuộc tấn công của các tiểu đoàn Phổ tỏ ra không hiệu quả cho lắm. Nhưng đúng lúc đó, họ nhận được tin tốt: tướng Bose đã vượt qua vùng núi và triển khai quân trên đồi Gämsen-Berg. Tại đây, lữ đoàn của ông đã giao chiến rất khốc liệt với một lữ đoàn danh tiếng của Áo, và quân đội Phổ giành được thế thượng phong. Quân Áo bị đánh bật, và Bose đã bố trí các lực lượng của ông án ngữ trên các con đường và đường sắt, nhằm cắt đường rút của đội quân Áo giao tranh với Fransecky một khi họ bị thất trận. Giờ đây, triển vọng đã đến để người Phổ giành thêm một thắng lợi lớn nữa trong cuộc chiến. Fransecky phát lệnh tấn công, nhưng trong khi trận chiến vẫn còn nóng hổi ở gần Blumenau, một viên sĩ quan Áo mang cờ ngừng bắn đến chiến địa. Đồng thời, khoảng thời gian cố định sau khi hiệp định đình chiến khởi đầu đã chấm dứt, và quân đội của cả hai bên đều được lệnh ngừng bắn.
Vào ngày 26 tháng 7 năm 1866, hai bên ký kết Hòa ước sơ bộ Nikolsburg. Những điều khoản của nó được xác nhận tại Hòa ước Praha vào ngày 23 tháng 8, kết thúc chiến dịch với thắng lợi hoàn toàn của Phổ.